# Katharina Greve
Katharina Greve (* 1972 in Hamburg) ist eine deutsche Comiczeichnerin, Autorin und Künstlerin. Sie lebt in Berlin.

## Leben und Leistungen
Katharina Greve begann 1991 an der Technischen Universität Berlin ein Architekturstudium, das sie 1999 mit dem Diplom abschloss. Seit 2002 ist sie freiberuflich als Comic-Zeichnerin, Cartoonistin, Künstlerin und Autorin tätig. Greves Zeichnungen erscheinen unter anderem in der Satirezeitschrift Titanic, im Online-Verlag electrocomics von Ulli Lust, dem Berliner Tagesspiegel, der taz, der Zeitung neues deutschland und anderen. In der Zeitschrift Das Magazin erscheint seit Januar 2015 ihr Comicstrip "Die dicke Prinzessin Petronia" über die Abenteuer der (angeblichen) Cousine des "Kleinen Prinzen" von Antoine de Saint-Exupéry. In der Berliner Tageszeitung taz erschien von Mai bis September 2016 Greves Comic-Strip "Die letzten 17 Tage der Plüm". Greve wurde für ihre Tätigkeiten mit mehreren Preisen ausgezeichnet, unter anderem 2016 mit dem Max-und-Moritz-Preis für den besten deutschsprachigen Comic-Strip für Das Hochhaus. 102 Etagen Leben, dem Deutschen Cartoonpreis 2010 und 2017, dem Sondermann-Förderpreis 2013 oder 2016 mit dem Kunstpreis „Der freche Mario“.

### Webcomic und Buch "Das Hochhaus"
Ende September 2015 begann Greve mit dem Webcomic "Das Hochhaus", dem sie jede Woche ein neues Stockwerk hinzufügte, bis das Haus nach zwei Jahren "102 Etagen Leben" (so der Untertitel) erreichte. 2016 erhielt Das Hochhaus die Auszeichnung "Bester deutschsprachiger Comic-Strip" beim Max-und-Moritz-Preis. In der Süddeutschen Zeitung wurde "Das Hochhaus" als "eines der originellsten Werke der Neunten Kunst der jüngeren Vergangenheit" bezeichnet, ähnlich urteilte die Neue Zürcher Zeitung. Der Hochhaus-Webcomic war in mehreren internationalen Ausstellungen zu sehen, unter anderem in den Goethe-Instituten in Neapel und Lyon, im Rahmen einer Werkschau in der Caricatura Galerie in Kassel, auf dem 19. Internationalen Comicsalon Napoli COMICON, im Karikaturmuseum Krems, im Erika-Fuchs-Haus, im Literaturcafé des Adalbert-Stifter-Hauses in Linz und im Museum für Architektur und Ingenieurkunst NRW. Der Webcomic erschien 2017 auch als Buch im avant-verlag und als Buchrolle im Verlag Round not Square.

### Comic-Roman "Ein Mann geht an die Decke"
Ende 2009 erschien im Leipziger Verlag Die Biblyothek Greves erster Comic Ein Mann geht an die Decke. Die Geschichte dieser Graphic Novel handelt vom Fahrstuhlführer Franz Fink, der im Berliner Fernsehturm arbeitet. In dessen Schaft entdeckt er eines Tages eine Parallelwelt, in der er sich von der Schwerkraft emanzipieren kann. In der Frankfurter Allgemeinen Zeitung nannte Andreas Platthaus das „späte Debüt“ einen „großen Wurf“, dem inhaltlich der französische Zeichner Marc-Antoine Mathieu Pate gestanden habe. Der Berliner Tagesspiegel bezeichnete das Buch als „originellsten und fantasievollsten Berlin-Comic seit langem“ sowie als „ein Fest für Architekturfans und eine Ode an die Möglichkeiten des Comic“. Auch die Architektur-Fachzeitschrift Bauwelt rezensierte das Werk und stellte fest, dass es „nicht immer ein Unglück sein muss, wenn sich eine Architektin gegen ihren erlernten Beruf entscheidet“. Auf dem Comic-Salon Erlangen 2010 erhielt das Buch den ICOM Independent Comic Preis für herausragendes Artwork.

### Comic-Roman "Patchwork"
Unter dem Titel Patchwork – Frau Doktor Waldbeck näht sich eine Familie ist im September 2011 im Gütersloher Verlagshaus Greves zweiter Comic-Roman erschienen. In der Geschichte näht sich die erfolgreiche Transplantationsforscherin Linda Waldbeck selbst ihre Kinder, als sie spät einen Kinderwunsch verspürt. Und zwar aus dem, was sie aus der Restekiste ihres Labors fischt; Greve variiert damit das Frankenstein-Thema. Die ungewöhnliche Familie wird daraufhin von der Boulevardpresse und der Waffenindustrie verfolgt. FAZ-Comic-Kritiker Andreas Platthaus nennt allein den Untertitel des Buches einen veritablen Geniestreich: „So wörtlich hat noch niemand den Begriff Patchwork genommen.“ Gut und Böse seien in dem subversiven Werk klar verteilt, aber anders als zu erwarten. „Und das macht den Comic fast schon bösartig gut“, urteilt Platthaus. Klaus Schikowski sieht im Berliner Tagesspiegel den beißenden und subversiven Humor des Bandes an die Tradition der scharfen Parodien der Zeitschrift MAD anknüpfen, sowie an die von satirischen und subversiven Kurzgeschichten amerikanischer und französischer Undergroundzeichner. Die überdrehte Gesellschaftssatire sei originell in Szene gesetzt und virtuos inszeniert. Auch wenn ihn nicht alle Figuren überzeugten, sei das Buch nicht nur „äußerst lesenswert, sondern in den Zeiten der Graphic Novels eine bemerkenswert lustvoll anachronistische Erzählung und gerade deswegen eine erfreuliche Ausnahmeerscheinung im deutschen Comic.“ Für André Poloczek füttert Greve „ihren Stoff gekonnt mit Spannungselementen, die jedem gut gebauten Krimi gerecht werden“.
In der taz verweist er zudem darauf, wie sehr eine rechtsradikale und gewaltbereite Figur aus dem Buch in Zeiten der „NSU-Nazibomber diesen Comicroman atemberaubend zeitgemäß“ mache. Im Strapazin hebt Christian Gasser hervor, dass auch die Geschichte „ein Patchwork“ sei: Greve spinne ihre außergewöhnliche Idee einfallsreich weiter und nähe „mit sauberen Federstrichen und feinem Humor“ die Versatzstücke unterschiedlichster Genres und Themen zusammen.

### Skurriler Cartoon zum Papst-Rücktritt
Nachdem Papst Benedikt XVI. am 11. Februar 2013 seinen Rücktritt verkündet hatte, erlangte ein Papst-Cartoon von Greve außerordentliche Aufmerksamkeit. Die Zeichnung war in einem Abreißkalender des Berliner Espresso Verlags der Cartoon für den Tag vor Benedikts Ankündigung. Der Papst sieht darin, dass er sechs Richtige und die Superzahl im Lotto getippt hat, und denkt: „Heiliger Strohsack! Morgen kündige ich!“ Ursprünglich war die Zeichnung 2011 für die Frankfurter Allgemeine Sonntagszeitung als Hommage an den verstorbenen Künstler Loriot und seinen berühmten Lotto-Sketch entstanden. Als skurriler Zufall wurde das vermeintlich prophetische Bild in den sozialen Netzwerken Facebook und Twitter binnen Stunden mehrere tausend Mal geteilt. Viele Medien berichteten darüber, auch in den USA ("Holy straw sack! Tomorrow I quit!"), Ungarn und Russland.
Die Zeichnung ist in Greves Ende November 2013 im Eichborn-Verlag erschienener Sammlung Eigentlich ist Wurst umgestülptes Tier mit weiteren Cartoons und Comicstrips enthalten.

### Comic-Roman Hotel Hades
Im Verlag Egmont Graphic Novel erschien im September 2014 Greves dritter Comic-Roman Hotel Hades. Er handelt vom Imbissbudenbesitzer Peter, der berühmten Schriftstellerin Martha und ihrem Geliebten Florian. Sie werden vor Peters Imbiss erschossen und reisen gemeinsam per Schiff ins Jenseits. Nach den bürokratischen Einreiseformalitäten gelangen sie in eine an Touristenburgen erinnernde Mega-City, die wie das antike griechische Totenreich aufgebaut ist. Dort gibt es die tristen Asphodelos-Gründe, das farbige, durch Events bespaßte Elysion sowie den Qualort Tartaros. Peter findet sein Glück in der Hades-Küche, Martha muss büßen, obwohl sie einst ein VIP-Ticket für das Paradies löste, Florian genießt mit prominenten anderen Bewohnern aus der Weltgeschichte sein Leben im exklusiven Elysion. Als Peter zufällig auf Martha trifft (in den Zellen neben ihr hausen Sisyphos, Iwan der Schreckliche und Adolf Hitler), versucht er sie aus dem Tartaros zu befreien. Wie in einer klassischen Tragödie tritt in dem Buch ein kommentierender Chor auf. Ein klares Farbkonzept trennt die verschiedenen Schauplätze der Geschichte.
Im Tagesspiegel nennt Thomas Hummitzsch den Comic-Roman eine "wunderbar tiefgründige, lachmuskelfordernde Satire", in der auch die religiösen und politischen Ideologen dieser Welt "vorzüglich aufs Korn genommen" würden. Greve zeige, was das Medium Comic zu erzählen imstande sei: "In Hotel Hades trifft Mythologie auf Ironie und schwarzer Humor gesellt sich zu bitterem Sarkasmus. Greves Unterwelt ist ein Paralleluniversum, in dem selbst die Toten noch kapitalistische Ausbeutung erfahren. Selten war der Tod absurd und komisch", schreibt Hummitzsch. Im Schweizer Radio und Fernsehen (SRF) urteilt Christian Gasser: "Greve legt einen verzwickt konstruierten, höchst klugen und immer amüsanten Comic vor, der den antiken Hades vermischt mit Überzeugungen aus anderen Kulturen und Religionen. Greves unterkühlt stilisierte Zeichnungen und die dezente Kolorierung schärfen den fiesen Witz zusätzlich." Im Comic-Magazin Strapazin lobt Gasser außerdem, durch die Kolorierung verliere man "im labyrinthischen Totenreich nie die Orientierung", sondern erfreue sich an einer "durchtriebenen und mit fiesem Humor geschärften Geschichte". Auch Jacek Slaski hebt im Magazin tip Berlin das Farbkonzept hervor: "Auf lakonische Weise konstruiert Greve das Höllenkonzept als einen modernen, auf Effizienz und Wirtschaftlichkeit bedachten Unort. Ihre glattflächigen, stilisierten Zeichnungen vermitteln die Abgründe der höllischen Ewigkeit, durch die sie mit einem Farbsystem leitet." In seiner Rezension auf Deutschlandradio Kultur würdigt Frank Meyer neben Greves "trockenem Humor" und ihrer "spielerischen Bösartigkeit" auch die "präzise gezeichneten, stilisierten Formen", die sie "schon bei früheren Arbeiten verwendet" habe und sieht einen Bezug zu Greves Ausbildung: "Ihr Architekturstudium scheint da durchzuschlagen, ihre Hades-Vision ist auch ein Architektur-Inferno." Für FAZ-Redakteur Andreas Platthaus gehört das Buch, in dem Greve "mit bitterem Sarkasmus vom skurrilen Schicksal ihrer Protagonisten" erzähle, zu den fünf besten Comics des Jahres 2014.

## Publikationen

### Eigene Werke
- Die Dramatik der Dinge, Comic-Strip, monatlich, electrocomics.com, online seit 2005
- Ein Mann geht an die Decke, Die Biblyothek, Leipzig 2009, 46 S., ISBN 978-3-9810480-6-3
- Patchwork – Frau Doktor Waldbeck näht sich eine Familie, Gütersloher Verlagshaus, Gütersloh 2011, 80 S., ISBN 978-3-579-07053-7
- Eigentlich ist Wurst umgestülptes Tier, Cartoons & Comicstrips, Eichborn, Köln 2013, 64 S., ISBN 978-3-8479-0553-0
- Hotel Hades, Egmont Graphic Novel, Köln 2014, 128 S., ISBN 978-3-7704-5507-2
- Die dicke Prinzessin Petronia, Comic-Strip, monatlich, Das Magazin, seit 2015
- Das Hochhaus, Webcomic, wöchentlich, das-hochhaus.de, September 2015 bis September 2017
- Die letzten 17 Tage der Plüm, Comic-Strip, wöchentlich, taz, Mai bis September 2016
- Das Hochhaus, Comic, avant-verlag, Berlin 2017, 56 S., ISBN 978-3-945034-71-2
- Das Hochhaus, Comic, Buchrolle, Round not Square-Verlag, Berlin 2017[60]
- Die dicke Prinzessin Petronia, avant-verlag, Berlin 2019, 104 S., ISBN 978-3-96445-008-1.[61]
- Die letzten 23 Tage der Plüm, avant-verlag, Berlin 2020, ISBN 978-3-96445-008-1[62]

### Werke in Anthologien (Auswahl)
- Vorletzte Geräusche. Die ultimative Chronik des angekündigten Ablebens. 100 Cartoons von über 50 Zeichnern, Weildarum-Verlag, Berlin 2010, 96 S., ISBN 978-3-00-030867-3
- Fruchtfleisch ist auch keine Lösung, Hrsg.: Heiko Werning, Volker Surmann, Satyr Verlag, Berlin 2011, 192 S., ISBN 978-3-86327-006-3
- Cartoons für Loriot, Hrsg.: Steffen Gumpert, Denis Metz, Lappan Verlag, Oldenburg 2012, 128 S., ISBN 978-3-8303-3305-0
- Jesus!, Hrsg.: Rudi Hurzlmeier, Michael Holtschulte, Lappan Verlag, Oldenburg 2012, 128 S., ISBN 978-3-8303-3310-4
- Beste Bilder 3, Hrsg.: Wolfgang Kleinert, Dieter Schwalm, Lappan Verlag, Oldenburg 2012, 168 S., ISBN 978-3-8303-3306-7
- Mathe macht lustig!, Hrsg.: Tom Kronenberg, Lea Willimann, Albrecht Beutelspacher, Laila Popovic, Lappan Verlag, Oldenburg 2012, 96 S., ISBN 978-3-8303-3320-3
- Karicartoon 2013, Hrsg.: Jürgen Holtfreter, Espresso-Verlag, Berlin 2012, ISBN 978-3-88520-816-7 (Zeichnungen ebenso in den Ausgaben 2010, 2011, 2012)
- Karicartoon 2014, Hrsg.: Jürgen Holtfreter, Espresso-Verlag, Berlin 2013, ISBN 978-3-88520-817-4
- Die Titanic-Bibel, Hrsg.: Leo Fischer, Tim Wolff, Michael Ziegelwagner, Rowohlt Berlin Verlag, Berlin 2013, 320 S., ISBN 978-3-87134-766-5
- Beste Bilder 4, Hrsg.: Wolfgang Kleinert, Dieter Schwalm, Lappan Verlag, Oldenburg 2013, 168 S., ISBN 978-3-8303-3337-1
- Karicartoon 2015, Hrsg.: Jürgen Holtfreter, Espresso-Verlag, Berlin 2014, 736 S. ISBN 978-3-88520-818-1
- Fiese Bilder 5, Hrsg.: Wolfgang Kleinert, Dieter Schwalm, Lappan Verlag, Oldenburg 2014, 168 S., ISBN 978-3-8303-3352-4
- Coole Bilder, Hrsg.: Wolfgang Kleinert, Dieter Schwalm, Lappan Verlag, Oldenburg 2014, 168 S., ISBN 978-3-8303-3353-1
- Verboten! Schwarzer Humor in Bildern, Hrsg.: Rolf Dieckmann, Antje Haubner, Carlsen Verlag, Hamburg 2014, 160 S. ISBN 3-551-68200-3
- Beste Bilder 5, Hrsg.: Wolfgang Kleinert, Dieter Schwalm, Lappan Verlag, Oldenburg 2014, 168 S., ISBN 978-3-8303-3364-7
- Lehrer! Cartoons, Lappan Verlag, Oldenburg 2014, 96 S., ISBN 978-3-8303-4323-3
- Möge der Witz mit dir sein: Cartoons von der dunklen Seite, Hrsg.: Michael Holtschulte, Lappan Verlag, Oldenburg 2015, 128 S., ISBN 978-3-8303-3396-8
- Ist das jetzt Satire oder was? Beiträge zur humoristischen Lage der Nation, Hrsg.: Heiko Werning, Volker Surmann, Satyr Verlag, Berlin 2015, 192 S., ISBN 978-3-944035-56-7

### Illustrationen (Auswahl)
- Alter, was geht? Wie ich lernte, dass es für Neues nie zu spät ist, Autor: Jörg Thomann, Illustrationen: Katharina Greve, Bastei Lübbe, Köln 2014, 256 S., ISBN 978-3-404-60814-0
- Mein bisher bestes Jahr, Autorin: Daniela Böhle, Illustrationen: Katharina Greve, Satyr Verlag, Berlin 2016, 256 S., ISBN 978-3-944035-73-4
- Der kleine Gartenversager – Vom Glück und Scheitern im Grünen, Autor: Stefan Schwarz, Illustrationen: Katharina Greve, Aufbau Verlag, Berlin 2019, 175 S., ISBN 978-3-351-03770-3.[63]

## Künstlerische Arbeiten
- 2001: Grünstreifen – Lesungen in freier Wildbahn, Performance während der „Temporären Gärten“ in Berlin[64]
- 2002: Fleisch 1 – Genähtes Kotelett, Objekt und Shopping – Heilige Produkte im Einkaufswagen, Installation, Saar Ferngas Förderpreis Junge Kunst 2002, Wilhelm-Hack-Museum, Ludwigshafen, danach Kunstverein Trier[65]
- 2003: Genii loci – Die Geister des Ortes, Installation während der Dauerausstellung „tempart“, 1. Internationales Symposium für bildende temporäre Kunst in Halle (Saale)[66]
- 2004: HeimVORTEIL – Praktisches für ein optimiertes Heim (mit Andreas Hansen), Kunstprodukte[67]
- 2009: FERNSEHGARTEN – Eine technikfreie Videoinstallation, Kunstfestival 48 Stunden Neukölln, Berlin[68]
- 2010: ORTSGESPRÄCHE – Ein dreidimensionaler Garten-Comic, Kunstfestival 48 Stunden Neukölln, Berlin[69]
- 2016: REMAKE – Eine technikfreie Filminstallation, Installationen während der Ausstellung "Ganz großes Kino – Cartoons zum Film", Caricatura Galerie Galerie für Komische Kunst, Kassel[70][71]
- 2017: "Mein Mann ist auch Atheist", Einzelausstellung in der Caricatura Galerie Galerie für Komische Kunst, Kassel[24]

## Auszeichnungen
- 2010: ICOM-Preis „Herausragendes Artwork“ für Ein Mann geht an die Decke
- 2010: 1. Platz beim Deutschen Cartoonpreis für neue Talente 2010[10][11][12]
- 2013: Sondermann-Förderpreis, der ihre "Kunst der graphischen Verknappung als auch die der erzählerischen Ausweitung eines Stoffs zu Groteske und Satire" würdigt.[14]
- 2013: 2. Platz beim Cartoonpreis für Mathematik der Deutschen Mathematiker-Vereinigung.[72][73]
- 2015: Zwei 2. Plätze beim Karikaturenwettbewerb "Schluss mit Lustig" der Bundesarbeitsgemeinschaft der Senioren-Organisationen und des Bundesfamilienministeriums
- 2016: Max-und-Moritz-Preis, Bester deutschsprachiger Comic-Strip für "Das Hochhaus. 102 Etagen Leben"
- 2016: 1. Preis beim Kunstpreis "Der freche Mario" (verliehen 2017)[15]
- 2017: Deutscher Cartoonpreis, 3. Platz[13]
- 2018: Rudolph-Dirks-Award, Kategorie Experimentell / Alternativ für "Das Hochhaus"[74]
- 2021: Geflügelter Bleistift in Bronze beim Deutschen Karikaturenpreis, verliehen durch die Sächsische Zeitung und den Weser Kurier[75]
- 2022: 1. Platz beim Cartoonpreis Mathematik, ausgelobt durch die Deutsche Mathematiker-Vereinigung[76]